# Stictopisthus unicinctor
Stictopisthus unicinctor är en stekelart som först beskrevs av Carl Peter Thunberg 1822.  Stictopisthus unicinctor ingår i släktet Stictopisthus och familjen brokparasitsteklar. Inga underarter finns listade i Catalogue of Life.